# اسپرمونت (تگزاس)
اسپرمونت، تگزاس (به انگلیسی: Aspermont, Texas) یک منطقهٔ مسکونی در ایالات متحده آمریکا است که در شهرستان استونوال، تگزاس واقع شده‌است.

## خصوصیات
اسپرمونت ۵٫۴ کیلومترمربع مساحت و ۱٬۰۲۱ نفر جمعیت دارد و ۵۴۳ متر بالاتر از سطح دریا واقع شده‌است.

## نگارخانه

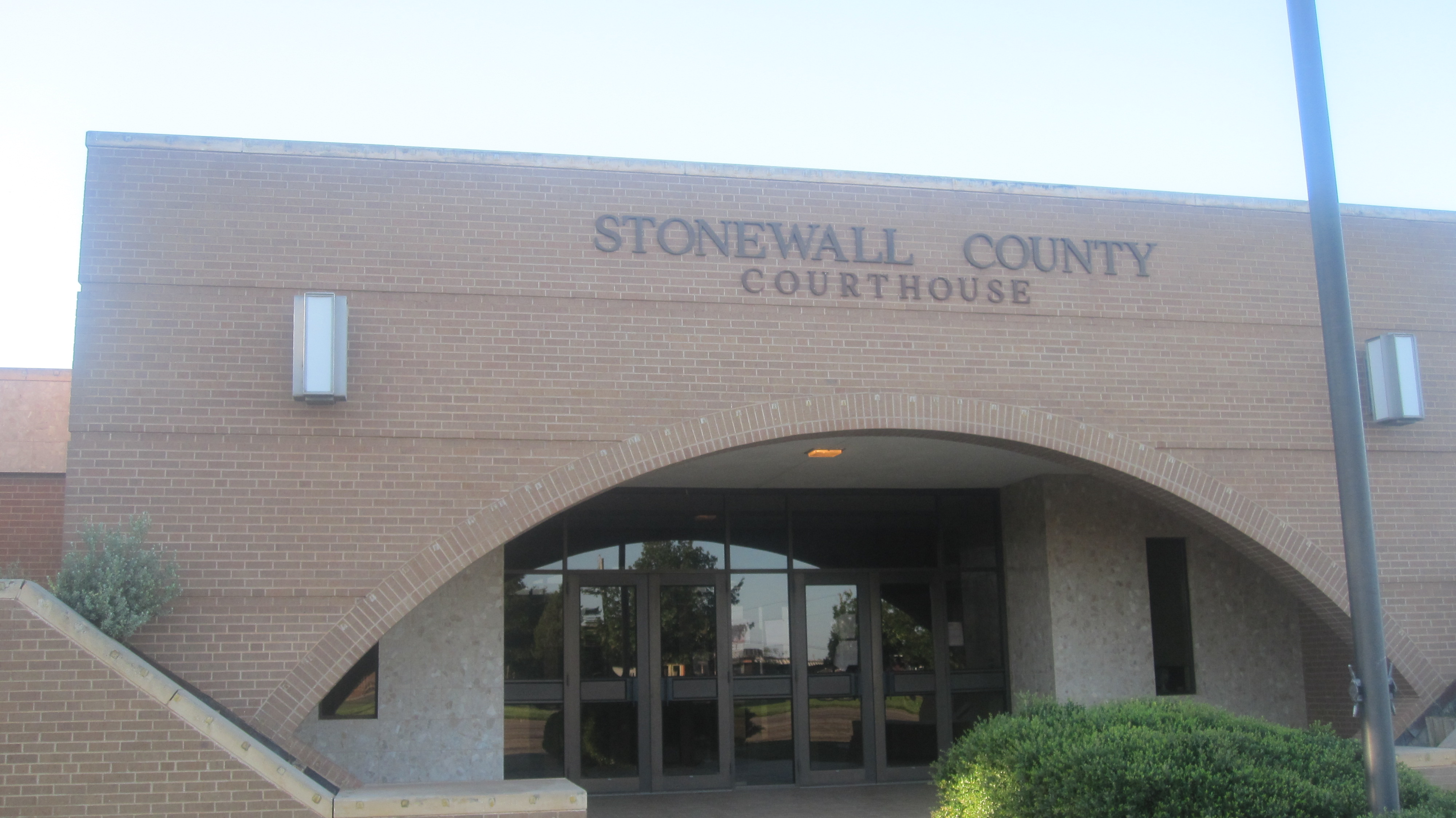